# Buka Entertainment
Buka Entertainment ist ein russischer Videospiel-Publisher mit Sitz in Moskau. Er wurde im Juli 2008 von der 1C Company übernommen. Buka Entertainment wurde 1993 gegründet und hat Titel wie Red Comrades Series, Pathologic, Echelon, Collapse und andere herausgegeben.
In den ersten Jahren verkaufte Buka Spielkonsolen, zum Beispiel von Sega, Nintendo und Sony. 1996 veröffentlichte das Unternehmen sein erstes Spiel – Russian Roulette – das laut Entwicklerangaben in den GUS-Ländern 15.000 Mal verkauft wurde.
Buka war der erste Publisher, der in den GUS-Ländern mit dem Verkauf von Spielen mit minimaler Hardware begann; dies wurde dann von anderen russischen Verlagen aufgegriffen und wurde später zum Standard.